# 에도아르도 만자로티
에도아르도 만자로티(이탈리아어: Edoardo Mangiarotti, 이탈리아어 발음: [edoˈardo mandʒaˈrɔtti], 1919년 4월 7일~2012년 5월 25일)는 이탈리아의 전 펜싱 선수, 체육행정인, 기자이다. 올림픽 펜싱 역사상 가장 많은 메달을 획득한 펜싱 선수로 금메달 6개, 은메달 5개, 동메달 2개를 획득하였다. 

## 어린 시절
만자로티는 1919년에 롬바르디아주 레나테에서  이탈리아의 펜싱 국가대표 선수이자 이탈리아 선수권 대회 에페 부문 17회 우승자인 주세페 만자로티의 차남으로 태어났다. 에도아르도의 형인 다리오 만자로티도 1949년 세계 선수권 대회에서 우승을 하고 올림픽에서 금메달 1개, 은메달 2개를 획득한 펜싱 선수이다.

## 초기 펜싱 경력
만자로티는 11세때 이탈리아 주니어 펜싱 선수권 대회 주니어 부문에서 우승을 차지했다. 1935년에는 16세의 나이로 이탈리아 펜싱 국가대표로 발탁되었으며 코치는 부친인 주세페가 맡았다. 이듬해인 1936년 8월 독일 베를린에서 열린 1936년 하계 올림픽에 참가하여 선수 경력 첫 올림픽에 출전했다. 그는 에페 단체전에서 잔카를로 코르나자메디치, 사베리오 라뇨, 프란코 리카르디, 잔카를로 브루사티, 알프레도 페차와 함께 스웨덴팀을 꺾고 금메달을 획득했다.  
1937년 7월 프랑스 파리에서 열린 제1회 세계 펜싱 선수권 대회에서 남자 에페 단체전에서 금메달을 획득했다. 이듬해인 1938년 5월 체코슬로바키아의 피에슈탸니에서 개최된 1938년 세계 선수권 대회에도 참가하여 에페 개인전에서 은메달을 획득했고 단체전에서는 동메달을 획득했다. 이 대회 이후에는 제2차 세계 대전으로 인해 세계 각지의 펜싱 대회가 중지되어 선수 활동을 중단하게 되었다.

## 1945년~1950년 경력
제2차 세계 대전 종전 후 복귀한 만자로티는 1947년 6월 포르투갈 리스본에서 열린 1947년 세계 선수권 대회에서 동메달을 2개를 획득했다. 이듬 해에 런던에서 열린 1948년 하계 올림픽에 참가하여 에페 개인전에서 동메달을, 플뢰레 단체전, 에페 단체전에서 은메달을 획득하였다. 이 대회는 형인 다리오도 참가하였으며, 에페 단체전에서 두 형제가 한 팀으로 참가하면서 은메달 획득에 기여했다. 다리오는 플뢰레 단체전에는 부상으로 인해 출전을 하지 못했다.
1949년 4월 이집트 카이로에서 개최된 1949년 세계 선수권 대회에 참가했다. 만자로티는 에페, 플뢰레 단체전 모두 금메달을 획득하고 플뢰레 개인전에서는 동메달을 받았다. 이후 1950년 7월 모나코 몬테카를로에서 열린 1950년 세계 선수권 대회에서는 에페 단체전과 플뢰레 단체전에서 우승하면서 2관왕이 되었고, 1951년 6월 스톡홀름에서 열린 1951년 세계 선수권 대회에서 에페 개인전, 플뢰레 단체전에서 금메달, 에페 단체전, 플뢰레 개인전에서 은메달을 획득하였다.

## 1952년 올림픽
1952년 7월 만자로티 형제는 핀란드 헬싱키에서 개최된 1952년 하계 올림픽에 참가했다. 만자로티는 이 대회 에페 개인전에서 형인 다리오를 결승전에서 꺾고 금메달을 획득하여 76명의 참가 선수들 중 1위에 올랐으며, 단체전에서 지난 1948년 대회에 만자로티를 꺾은 스위스의 오스발트 차펠리를 다시 꺾었다. 만자로티는 금메달 1개, 은메달 2개를 획득하여 이탈리아 펜싱 대표팀의 1952년 올림픽 펜싱 메달 순위 1위 달성에 기여했다.
이듬해인 1953년 7월 벨기에 브뤼셀 에서 열린 1953년 세계 선수권 대회에도 출전하여 금메달 1개, 은메달 2개를 획득하였다.

## 1956년 올림픽
만자로티는 1954년 6월 룩셈부르크 룩셈부르크시티에서 열린 1954년 세계 선수권 대회에서 3관왕에 올랐다. 2년 후인 1956년 11월 오스트레일리아 멜버른에서 열린 1956년 하계 올림픽에 참가하면서 자신의 4번째 올림픽 출전을 이뤄냈다. 이 대회 에페 개인전의 메달리스트 모두 이탈리아 선수였으며 카를로 파베시가 금메달, 주세페 델피노가 은메달을 목에 걸었고 만자로티가 동메달을 차지하였다. 만자로티는 델피노와 파베시와 함께 에페, 플뢰레 두 단체전 종목에서 금메달을 획득하였다. 

## 1960년 올림픽
만자로티는 1954년 룩셈부르크 대회 이후 세계 선수권 대회에 참가하지 않았다가 1958년 8월에 미국 필라델피아에서 열린 1958년 세계 선수권 대회에 참가했다. 그는 이 대회 플뢰레 단체전에서 동메달을 획득했다. 
만자로티가 41세가 되던 해인 1960년 모국 이탈리아의 수도 로마에서 1960년 하계 올림픽이 개최되었다. 만자로티는 이탈리아 국가대표로 이 대회에 참가하였으며 당시 그는 이탈리아 펜싱 국가대표 선수들 중에서 피오렌초 마리니(당시 48세) 다음으로 나이가 많았다. 만자로티가 주축이 된 이탈리아팀은 플뢰레 단체전 결승전에서 빅토르 자다노비치가 이끄는 소련팀에게 패하여 은메달을 획득하였다. 남자 펜싱 에페 단체전에서는 만자로티, 델피노가 주축이 된 이탈리아팀이 1958년 세계 선수권 대회 당시 이탈리아팀을 꺾은 빌 호킨스의 영국팀을 결승에서 꺾고 금메달을 획득하였다. 이 금메달은 만자로티가 가장 마지막으로 획득한 올림픽 금메달이다.
이 대회를 끝으로 만자로티는 올림픽에 참가하지 않았다. 그는 다섯 번의 올림픽에서 금메달 6개, 은메달 5개, 동메달 2개를 획득하면서 종합 13개의 메달을 획득하여 1928년 하계 올림픽에서 세운 핀란드의 육상 선수 파보 누르미의 최다 올림픽 메달(12개) 기록을 갱신하였다. 이 최다 올림픽 메달 기록은 1964년 하계 올림픽 때 소련의 체조 선수 라리사 라티니나에 의해 갱신되었고 라티니나의 기록도 2012년 7월 31일 2012년 하계 올림픽에서 미국의 수영 선수 마이클 펠프스가 갱신했다.

## 선수 은퇴 후의 삶
1961년에 현역에서 은퇴한 만자로티는 1972년까지 《가체타 델로 스포르트》의 펜싱 전문 스포츠 기자로 일했으며 1966년에는 알도 체르키아리와 함께 저술한 펜싱 입문서인 《검술에 대한 진실》 (La vera scherma)를 출판하였다. 1980년부터 1984년까지 이탈리아 펜싱 연맹과 국제 펜싱 연맹 위원을 지냈다. 
2012년 5월 25일 밀라노의 자택에서 93세의 나이로 사망했다. 딸인 카롤라 만자로티도 펜싱 선수로 활동했으며 1976년과 1980년 하계 올림픽에 참가하였다.  